# WhatsApp
WhatsApp Messenger je bezplatná, multiplatformní aplikace umožňující výměnu zpráv a multimediálních souborů mezi vlastníky smartphonů pomocí internetu. Kromě textových zpráv uživatelé WhatsApp Messenger si mohou navzájem zasílat obrázky, videosoubory, audiosoubory a polohu na mapě. Název WhatsApp je slovní hříčkou k obratu „What's up?“ (angl.) – „Co se děje?“ a ze zkratky App (jako aplikace). Aplikace používá koncové šifrování.

## Historie
Společnost WhatsApp Inc. byla založena v roce 2009 Američany Brianem Actonem a Janem Koumem, bývalými zaměstnanci Yahoo!. WhatsApp Inc. sídlí v Mountain View v Kalifornii. V říjnu 2014 byla společnost koupena Facebookem, hodnota transakce se kvůli růstu cen akcií Facebooku zvýšila z původních 19 miliard USD na 21,8 miliardy dolarů ke dni dokončení transakce 13. října 2014. Spoluzakladatel společnosti Jan Koum se stal členem představenstva Facebooku. Tým stojící za aplikací nadále sídlí v Mountain View. Facebook hodlá zachovat jak jméno aplikace, tak její nezávislost na sociální síti.
K roku 2014 aplikaci používalo celosvětově téměř půl miliardy lidí. Na začátku ledna 2015 to bylo již 700 milionů uživatelů, přičemž zvýšit počet z 600 milionů o dalších 100 milionů lidí se podle údajů společnosti zdařilo za čtyři měsíce. V roce 2016 má přes miliardu uživatelů.

## Charakteristika
WhatsApp funguje takovým způsobem, že při instalaci uživatel uvádí své telefonní číslo, bude mu zaslán kód, který uvede v průběhu instalačního procesu pro validaci telefonního čísla. Potom se aplikace synchronizuje s čísly telefonního seznamu ve smartphonu uživatele a zjistí, která telefonní čísla jsou již registrovaná WhatsApp Messengerem. Takovým způsobem se automaticky vygeneruje vlastní seznam lidí, kteří také používají danou aplikaci. (Nezáleží na tom, jestli mají smartphone stejné značky nebo jakékoli jiné.) Řídí se výhradně telefonními čísly bez přihlašování jménem nebo heslem, která ani nesleduje. Po instalačním procesu lze začít konverzací s kýmkoli z vygenerovaného telefonního seznamu.
WhatsApp se liší od Skypu nebo jakéhokoli jiného chatu tím, že uživatel obdrží zprávy, i když nepoužívá aplikaci. Jen je třeba povolit push oznámení, tedy oznámení podobná SMS, resp. MMS.
WhatsApp podporuje různé jazyky, např. angličtinu, čínštinu, nizozemštinu, finštinu, francouzštinu, němčinu, korejštinu, ruštinu, španělštinu, švédštinu i češtinu. Postupně se rozšiřuje podpora dalších jazyků. Pomocí WhatsApp Messenger účastník komunikuje bezplatně s lidmi ze všech zemí světa, a ušetří tak náklady na místní i mezinárodní SMS a MMS zprávy.

### Bezpečnost
Protože aplikace používá koncové šifrování (end-to-end encryption), takže obsah zpráv je chráněn proti třetím stranám (nemohou zprávy číst, měnit ani vytvářet). Přestože díky tomu s největší pravděpodobností neexistuje možnost, že by šifrovanou komunikaci mezi účastníky bylo možné dešifrovat, je možné zprávy přečíst z koncových mobilních zařízení. Dle analýzy NÚKIB WhatsApp však konstantně upravuje podmínky použití směrem k většímu sdílení dat s Meta, a ačkoliv obsah zpráv by skrze použití end-to-end šifrování měl být nečitelný, Meta má v současnosti již přístup k metadatům, které WhatsApp vytváří.
Od roku 2023 přestala WhatsApp z důvodu bezpečnosti používat francouzská vláda a místo toho používá francouzský Olvid.

### Cena
WhatsApp Messenger je k dispozici pro iPhone, BlackBerry a Android. Původně byla aplikace zpoplatněna. V roce 2018 Jan Koum na oficiálním blogu WhatsApp oznámil, že stávající placený model aplikace bude zrušen, takže aplikace je od té doby celosvětově zadarmo.

## Země, kde je WhatsApp zakázán

### Čína
V roce 2017 bezpečnostní vědci oznámili The New York Times, že služba WhatsApp byla v Číně zcela zablokována. WhatsApp je vlastněna společností Meta Platforms, která vlastní například sociální síť Facebook, jenž byla jako hlavní sociální mediální služba v Číně zablokována od roku 2009.

### Írán
9. května 2014 vláda Íránu oznámila, že navrhla blokovat přístup k službě WhatsApp íránským obyvatelům. "Důvodem je to, že společnost WhatsApp předpokládá zakladatel Facebooku Mark Zuckerberg, který je americkým sionistou," řekl Abdolsamad Khorramabadi, předseda Výboru pro internetové zločiny.

### Turecko
Turecko v roce 2016 na určitou dobu zakázalo společnost WhatsApp, po atentátu na ruského velvyslance v Turecku.

### Brazílie
2. května 2016 byli mobilní operátoři v Brazílii nuceni blokovat společnost WhatsApp po dobu 72 hodin.

### Srí Lanka
Společnost WhatsApp, jedna z nejaktivnějších aplikací pro zasílání zpráv, společně s dalšími sociálními sítěmi, jako jsou Facebook a Instagram, byla dočasně zablokována, zakázána a byla v některých částech země k dispozici zhruba dva dny (od 7. do 8. března 2018) k vymýcení komunálních násilností, zejména protimuslimské nepokoje.

### Uganda
Vláda Ugandy zakázala WhatsApp a Facebook. Uživatelům je třeba účtovat 200 šilinků podle nového zákona stanoveného parlamentem.